# ジャン・ザベック
ジャン・ザベック（スロベニア語: Dejan Zavec、英語: Jan Zaveck、男性、1976年3月13日 - ）は、スロベニアのプロボクサー。トルドボジッチ出身。元IBF世界ウェルター級王者。スロベニア初のプロボクシング世界王者。

## 来歴
ザベックは当時スロベニアはプロボクシングの土壌がなかったため東欧諸国のボクサーの多くはドイツに拠点を置いていて、ザベックはそれに続きザクセン＝アンハルト州マクデブルクに移住し、拠点も同時にある
2003年3月1日、ザベックはウェルター級で登場。プロデビューを果たし初回1分0秒高速TKO勝ち。デビュー戦を白星で飾った。
2004年4月17日、NBA(ナショナルボクシング協会)インターコンチネンタルウェルター級王者ビクトル・バラノブと対戦し12回判定勝ちを収め王座獲得に成功した。
2004年7月17日、ザクセン＝アンハルト州デッサウのアンハルト・アリーナでドイツインターナショナルウェルター級王者アーサー・ノワックと対戦し8回TKO勝ちで王座獲得に成功した。
2005年9月20日、チェコプラハのT-モバイル・アリーナでミクハイル・ボヤースキークフとWBOインターナショナルウェルター級王座決定戦を行い、8回2分7秒TKO勝ちで王座獲得に成功しWBOで世界ランカー入りを果たした。
2006年3月25日、ブランデンブルク州オラニエンブルクトゥル・ムエレブ・シティでWBOインターナショナルウェルター級王座の初防衛戦とIBFインターコンチネンタルウェルター級王座決定戦をホエル・マヨと対戦し6回3-0の(59-56、2者が60-54)負傷判定勝ちで王座獲得に成功した。
2006年5月23日、母国凱旋試合でプトゥイのスポーツナ・デボラン・センターでアンドレイ・イェスキンと対戦し10回2分30秒TKO勝ちでWBOインターナショナル王座2度目の防衛に成功した。
2007年2月17日、マクデブルクのマリティム・ホテルでEBU欧州連合ウェルター級王座決定戦をニコラス・グィセットと行い、12回3-0(3者とも120-108)の判定勝ちを収め完封で王座獲得に成功した。
2007年6月12日、マリボルのタボル・アリーナでホルヘ・ダニエル・ミランダと対戦し、3回1分48秒無効試合に終わり全勝が途切れるも、WBOインターナショナル王座3度目の防衛に成功した。
2007年10月13日、マクデブルクのハーマン·ギーゼラー·ハレでドイツインターナショナルウェルター級王者アルベルト・スタリコブと対戦し10回判定勝ちで3年振りの王座返り咲きに成功した。
2008年6月15日、マリボルのタボル・アリーナでマルコ・カッチカスとIBFインターコンチネンタルウェルター級王座決定戦を行い12回3-0(117-111、2者が118-110)の判定勝ちを収め2年振りの王座返り咲きに成功した。
2008年11月29日、ポーランドカトヴィツェのスポデクでEBUヨーロッパウェルター級王者ラファエル・ジャッキェウィズと対戦しプロ初黒星となる12回2-1(113-116、116-113、114-115)の僅差判定負けを喫し王座獲得に失敗した。
2009年6月27日、2年前に無効試合で決着が付かなかったホルヘ・ダニエル・ミランダと対戦し、最終12回KO勝ちで決着を付けた。
2009年12月11日、南アフリカヨハネスブルグのウェンブリー・アリーナでIBF世界ウェルター級王者イサック・ウラシャワヤと対戦し3回2分55秒TKO勝ちで王座獲得に成功した。
2010年4月9日、スロベニアで初めての世界タイトルマッチをリュブリャナのティボル・アリーナでロドルフォ・エゼクィエル・マルチネスと対戦し最終12回2分20秒TKO勝ちで初防衛に成功した。
2010年9月4日、リュブリャナのスポート・アリーナで初黒星を付けられたラファエル・ジャッキェウィズと2年振りに再戦。前回同様に苦戦するも12回2-0(2者が117-111、114-114)の判定勝ちで2度目の防衛に成功した。
2011年2月18日、パリュブリャナのスポート・アリーナでウル・デルガドと対戦し2回に2度ダウンを奪い、デルガドをストップ寸前にまで追い詰めると、5回にダウンを追加し最後はカウントアウトで試合終了。デルガドのカーボベルデ初の世界王者誕生を阻止し3度目の防衛に成功した。
2011年9月3日、アメリカデビュー戦。ミシシッピ州ビロクシのボー・リバージュ・リゾート&カジノでアンドレ・ベルトと対戦したが、5回終了時右目の瞼が腫れて視界が見えなくなったため初のKO負けとなる棄権。4度目の防衛に失敗し王座から陥落した。
2012年3月24日、ベトエル・ウショナとWBOインターコンチネンタルウェルター級王座決定戦を行い、12回3-0(117-109、118-109、119-110)の判定勝ちで王座獲得に成功した。
2013年3月9日、ニューヨークバークレイズ・センターでバーナード・ホプキンス対タボリス・クラウドの前座で後のWBA世界ウェルター級暫定王者キース・サーマンと対戦し、強打の相手に何度もストップ寸前まで追い詰められ12回0-3(3者とも108-120)の判定負けで完封の形で初防衛に失敗し王座から陥落したのと同時にティモシー・ブラッドリーへの挑戦権獲得に失敗した。
2013年10月19日、セバスチャン・アライズと対戦し8回3-0(79-73、2者が80-71)の判定勝ちで再起を果たした。
2015年11月25日、フロリダ州ハイアリアのハイアリアパーク競馬場でWBA・IBO世界スーパーウェルター級王者エリスランディ・ララと対戦したが3回41秒TKO負けで、スロベニア初の2階級制覇に失敗した。

## 獲得タイトル
- NBA(ナショナルボクシング協会)インターコンチネンタルウェルター級王座
- ドイツインターナショナルウェルター級王座
- WBOインターナショナルウェルター級王座
- IBFインターコンチネンタルウェルター級王座
- EBU欧州連合ウェルター級王座
- 第15代IBF世界ウェルター級王座（防衛3度）
- WBOインターコンチネンタルウェルター級王座
- WBOヨーロピアンスーパーウェルター級王座
- WBF世界スーパーウェルター級王座